# SS River Burnett
El SS River Burnett fue un buque de carga a vapor construido en Queensland en 1946 y desguazado en Taiwán en 1973. Fue miembro de la clase "A" de buques de carga estándar construidos para la Junta de Construcción Naval de Australia entre 1943 y 1947.
En 1955, el River Burnett se hizo famoso por ser el primer barco que sobrevivió a la colisión con Corsair Rock en la Bahía Port Phillip, Victoria. Numerosos barcos se han perdido tras chocar contra Corsair Rock. El River Burnett logró salir de la roca por sus propios medios, pero después su proa se hundió hasta el fondo del mar. Su popa permaneció a flote y una operación de salvamento de siete semanas logró sacarlo a flote.
El River Burnett fue reparado con éxito y prestó muchos más años de servicio. En 1965 fue enviado a Liberia y rebautizado como Ionic Coast. En 1967 fue rebautizado nuevamente como Ilissos. Fue desguazado en 1973 en Kaohsiung.